# Studiecentral
Studiecentral är i Finland en inrättning erbjuder genom studiecirkel-, föreläsnings- och kursverksamhet främst vuxenstuderande tillfälle att bedriva planmässiga allmänbildande studier. Studiecentraler drivs av bildningsorganisationer; hälften av de bakomliggande organisationerna företräder politiska partier och fackföreningsrörelser, de övriga är obundna medborgarorganisationer. Studiecentraler som uppfyller stadgade villkor beviljas statsunderstöd enligt en lag av 1993. Svenska studieförbundet är en av de elva studiecentraler som finns i Finland.